# Poker Face (canção de Ayumi Hamasaki)

"Poker Face" (estilizado como poker face)  é o single de estreia da cantora japonesa Ayumi Hamasaki. Foi lançado em 8 de abril de 1998, através da editora discográfica Avex Trax.

## Antecedentes
Hamasaki já havia lançado, em 1995, através da gravadora Nippon Columbia, um mini-álbum intitulado Nothing from Nothing, e um single de mesmo nome; porém, o mini-álbum falhou em entrar para o ranking da Oricon, e, pouco depois do lançamento, a gravadora dispensou Hamasaki. A execução original de "Poker Face" nunca foi lançada, pois Hamasaki reescreveu a letra após a gravação inicial.

## Videoclipe
O videoclipe de "Poker Face" foi dirigido por Wataru Takeishi. O vídeo se concentra em torno de Hamasaki em pé na frente de uma grande árvore cheia de monitores de televisão que a mostram em vários locais. Também mostra ela brincando com animais.

## Uso comercial
A canção foi utilizada como tema de abertura do programa de televisão japonês CDTV (Count Down TV).

## Alinhamento de faixas
1. "Poker Face"
2. "Friend"
3. "Poker Face" (Instrumental)
4. "Friend" (Instrumental)

## Desempenho nas tabelas musicais
"Poker Face" estreou em #20 na parada semanal da Oricon, com 11,520 unidades comercializadas em sua primeira semana de vendas, ficando nas paradas por seis semanas. O single vendeu um total de 43,140 cópias, recebendo um certificado de Ouro pela RIAJ.

## Relançamento
O single foi relançado em 28 de fevereiro de 2001, apresentando quatro músicas novas.

### Lista de músicas
1. Poker Face — 4:41
2. Friend — 4:11
3. Poker Face (KM Marble Life Remix)
4. Poker Face (Nao'S Attitude Mix)
5. Poker Face (D-Z Spiritual Delusion Mix)
6. Poker Face (Orienta-Rhythm Club Mix)
7. Poker Face (Instrumental)
8. Friend (Instrumental)

## Apresentações ao vivo
- 20 de Abril de 1998 - Hey! Hey! Hey! – "poker face"
- 21 de Abril de 1998 – Utaban – "poker face"

## Oricon & Vendas
Oricon Sales Chart (Japão)
| Lançamento        | Parada                | Posição topo | Primeira semana de vendas | Total  | Tempo nas paradas |
| ----------------- | --------------------- | ------------ | ------------------------- | ------ | ----------------- |
| 18 de Abril, 1998 | Oricon Parada Semanal | 20           | 11,520                    | 50,000 | 1                 |